# Sightseeing
Sightseeing ([sɑ́jtsɪjɪŋ]; deutsch „Besichtigung, Besucherführung“) ist ein Anglizismus, der im Tourismus für die Besichtigung von kulturellen Zeugnissen und anderen Sehenswürdigkeiten in Städten und in der Natur steht. In diesem Sinne bezeichnet man mit Sightseeing eine touristische (Besichtigungs-)Fahrt oder -Reise, die ausschließlich oder mindestens überwiegend diesem Zweck dient. Die deutsche Entsprechung ist Stadtrundfahrt, eine maritime Sonderform die Hafenrundfahrt.

## Allgemeines
Typische Sightseeing-Touren sind Stadtrundfahrten und Tagesausflüge, die an touristisch interessanten Ausflugszielen von für diesen Zweck gegründeten Reisebusunternehmen, auch mit Fremdenführer, durchgeführt werden. Diese verkehren in der Regel nach einem saisonal unterschiedlichen festen Fahrplan von einem festen Startplatz aus. In größeren Städten werden auch mehrere „Linien“ auf unterschiedlichen Routen mit mehreren Haltestellen angeboten, auch von verschiedenen Anbietern. Diese bieten auch Tageskarten zur freien Benutzung ihrer Linie(n) als Hop-on-Hop-off an, die den Fahrgästen die Sehenswürdigkeiten der Stadt entdecken lässt. Fahrgäste können bei einem solchen Angebot ein- und aussteigen, wann immer sie wollen und auf der gleichen Route einem anderen Bus desselben Anbieters wieder zusteigen. Zum Teil vermitteln kommunale Fremdenverkehrsämter bzw. die Tourist-Information solche Fahrten vor allem für Tagesgäste.
Als Fahrzeuge für die Rundfahrten werden oft umgebaute, aber auch speziell für diesen Zweck konstruierte doppelstöckige Omnibusse mit (teilweise) offenem oder auch überdachtem Oberdeck verwendet, die während der Fahrt eine gute Rundumsicht bieten. In kleineren Orten beliebt sind auch die speziell für Rundfahrten konstruierten Züge mit Straßenbereifung, die von einer als kleine Lokomotive „verkleideten“ Zugmaschine gezogen werden.
An Orten mit ausgedehnten Wasserstraßen wie Amsterdam, Berlin, Hamburg oder Köln gibt es auch Rundfahrten mit speziellen Fahrgastschiffen, sogenannte Rundfahrtboote oder Barkassen. In großen Hafenstädten werden Hafenrundfahrten angeboten, oft auch innerhalb einer Kooperation von Stadtrundfahrtbus- und Schiffsunternehmen.

## Sonderformen
Seit einiger Zeit werden in großen europäischen Städten und in vielen Ferienorten „geführte Fahrrad- und Wander-Touren“ angeboten.
Für aktive Läufer und Jogger wird in immer mehr Großstädten Sightrunning angeboten, eine Art „laufende Stadtbesichtigung“.